# Quai Malakoff
Le quai Malakoff est une artère nantaise, en France.

## Situation et accès
Situé dans les quartiers Malakoff - Saint-Donatien et Centre-ville, sur la rive orientale du canal Saint-Félix au débouché de l'Erdre, le quai débute par la rue du Cher pour se terminer par l'allée Baco, qu'elle rejoint sous le pont de la Rotonde après avoir franchi la rivière, à l'aide d'un pont utilisé également par la ligne ferroviaire Nantes/Saint-Nazaire,, lequel constitue la limite entre les quartiers Malakoff - Saint-Donatien et celui du Centre-ville. Son extrémité Ouest franchit l'Erdre, au niveau du canal Saint-Félix

## Origine du nom
Son nom a été attribué en commémoration de la bataille de Malakoff, victoire française durant la guerre de Crimée, en 1855. 

## Historique
La création d'un « quai en tablier » est prévue dès les années 1850, tel que le confirme le plan Amouroux en 1854. L'inauguration en 1853 de la gare de Nantes, toute proche, va très vite permettre l'urbanisation de l'extrémité occidentale de la prairie de Mauves, secteur appelé aujourd'hui le « Vieux-Malakoff » : des logements, des entreprises et des commerces sortent ainsi de terre.
Par délibération du conseil municipal du 13 juin et du 30 août 1900, le quai est classé dans la voirie publique.
Au Nord du quai débouche un canal baptisé « gare d'eau » suivant l'actuelle rue de Lourmel, né du détournement de l'« étier de Mauves » qui se jette dans le canal Saint-Félix et que l'on franchit à cet endroit par l'intermédiaire du « pont Tracktir ». Avant le comblement des bras Nord de la Loire, le quai rejoignait alors le « quai Richebourg » (actuelle allée Commandant-Charcot), ainsi que le quai du Port-Maillard.
En 1937, est inauguré le stade Malakoff, construit sur des remblais de sable et qui sera fréquenté par des amateurs de rugby et de football. Il deviendra par la suite stade Marcel-Saupin qui sera associé bientôt au FC Nantes.
Durant la Seconde Guerre mondiale, le quai Malakoff est durement éprouvé par les bombardements, et sera reconstruit après le conflit comme en témoignent les immeubles « Sabrasat » qui le dominent de leurs six étages, dont l'extrémité Nord est occupée par la « Maison des Compagnons du Devoir ».
De part et d'autre du stade Marcel-Saupin, les ponts de Tbilissi et Willy-Brandt, inaugurés dans les années 1980 pour l'un et en 1995 pour l'autre, permettent respectivement de rejoindre le quai Ferdinand-Favre et l'île de Nantes.

## Bâtiments remarquables et lieux de mémoire
À l'angle Sud du quai et de la rue de Lourmel, la maison des compagnons du devoir du tour de France a été construite entre 1952 et 1957. À cet endroit se trouvait une vieille maison bourgeoise, un des seuls bâtiments intacts du secteur. Le symbole architectural fort de l'édifice est une flèche torse, un « chef-d'œuvre » qui rappelle ceux demandés aux élèves qui suivaient la formation dispensée par l'institution.

## Voies latérales

### Rue des Remorqueurs
Cette voie rejoint le quai Malakoff à la rue de Cornulier. En 1906, Édouard Pied nous indique que cette artère est une voie privée, mais ne donne aucune explication sur l'origine du nom.

### Allée Jacques-Berque
Cette voie contourne presque entièrement le stade Marcel-Saupin à l'Ouest, au Sud et à l'Est. Elle rend hommage au sociologue et anthropologue orientaliste Jacques Berque, spécialiste du monde arabe.
Au no 5, se trouve l'institut d'études avancées de Nantes.
En 2023, le groupe immobilier Giboire envisage de construire sur le côté Ouest du stade, une piscine nordique de plein air constituée d'un bassin de 50 mètres, au sein d'un ensemble immobilier de 85 logements et de 680 m2 de locaux tertiaires.

### Rue de l'Allier

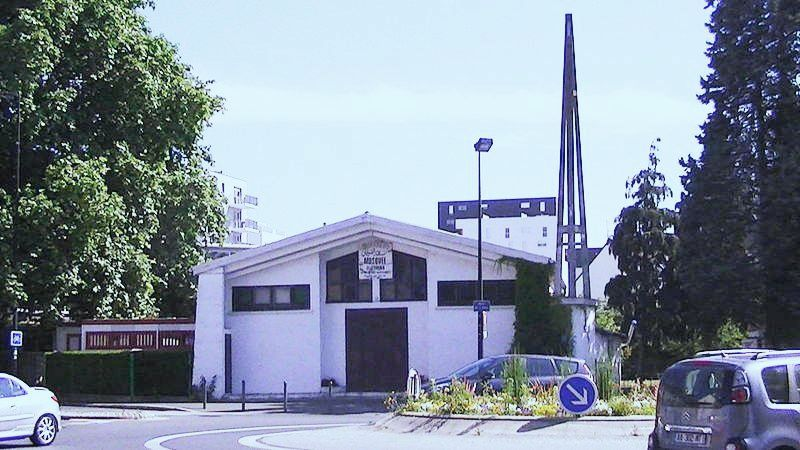
La mosquée El Forqane en 2011

Cette voie relie la rue Marcel-Paul au quai Malakoff à proximité du pont Willy-Brandt.
Jusqu'en 2014, à l'angle Sud-Est de la rue se trouvait la mosquée El Forqane, qui fut aménagée en 1984 dans l'ancienne chapelle Saint-Christophe. Devenu trop exigu, ce lieu de culte fut remplacé par la mosquée Assalam située à l'Est du quartier du Malakoff, avant d'être démoli tout comme le gymnase attenant pour laisser la place à un programme immobilier construit légèrement en retrait par rapport aux anciennes constructions afin d'élargir le champ de vision vers la Loire depuis le mail Pablo-Picasso.

## Coordonnées des lieux mentionnés
1. ↑  Pont sur l'Erdre : 47° 12′ 57″ N, 1° 32′ 44″ O.
2. ↑  Rue des Remorqueurs : 47° 12′ 55″ N, 1° 32′ 29″ O.
3. ↑  Allée Jacques-Berque : 47° 12′ 44″ N, 1° 32′ 20″ O.
4. ↑  Rue de l'Allier : 47° 12′ 49″ N, 1° 32′ 14″ O.